# Myeongjong (Goryeo)
König Myeongjong (koreanisch 명종) (* 8. November 1131 in Kaesŏng, Königreich Goryeo; † 3. Dezember 1202 in Kaesŏng, Goryeo) war während seiner Regierungszeit von 1170 bis 1197 der 19. König des Goryeo-Reiches und der Goryeo-Dynastie (고려왕조) (918–1392).

## Leben
Myeongjong war der drittgeborene Sohn von König Injong (고려) und seiner Frau Königin Gongye (공예), die dem Jangheung Im Clan entstammte. Zu seiner Geburt bekam Myeongjong den Namen Wang Ho (왕호) verliehen. König Myeongjong war mit Königin Uijeong (의정), die dem Kaesong Wang Clan entstammte, verheiratet. Aus der Ehe gingen ein Sohn und zwei Töchter hervor. Sein Sohn wurde später nach König Huijong (희종) unter dem Namen Gangjong (강종) der 22. Herrscher des Goryeo-Reiches.
König Myeongjong kam an die Macht, nachdem sein Bruder König Uijong (의종) nach einer Rebellion der Armee im Jahr 1170 abgesetzt wurde. Uijong hatte einen ausschweifenden Lebensstil geführt, Paläste und Gärten für sich anlegen lassen und sich nicht sehr um die Regierungsgeschäfte gekümmert. Auch wurde das Militär in seiner Rolle für den Staat durch ihn und seiner Administration nicht gewürdigt, eher gedemütigt. Als Uijong zum Pohyon-Tempel reiste, rebellierten die drei Kommandanten Jeong Jungbu (정중부), Yi Uibang (이의방) und Yi Ko (이고), die ihn zu eskortieren hatten und zogen das Militär auf ihre Seite. Sie übernahmen die Macht im Staat und sorgten dafür, dass Uijong abgesetzt wurde und nicht Uijongs Sohn die Thronfolge annehmen konnte. Stattdessen installierten sie Myeongjong als König und sicherten sich aber Macht und Einfluss im Reich.
Während König Myeongjongs gesamter Regierungszeit war er nicht wirklich derjenige, der die Macht im Königreich hatte. Für das Militär war er lediglich eine Repräsentationsfigur. Bei der Armee hatten anfänglich Jeong Jung-bu, Yi Ui-bang und Yi Ko die Macht in der Hand und bestimmten die Staatsgeschäfte. Sie installierten den Jung-bang (중방), eine Art oberster Militärrat. Doch Uneinigkeit zwischen den Dreien führte dazu, dass Yi Ko zunächst durch Yi Ui-bang getötet wurde und dieser zuletzt durch Jeong Jung-bu, der nun für einige Jahre alleine herrschen konnte. 1179 wurde er selbst durch den jungen Kommandeur Gyeong Dae-seung (경대승) ermordet, der nun bis zu seinem Tod 1183 den Königshof kontrollierte. Nach seinem Tod stürzte das Reich erneut in Chaos und Yi Ui-min (이의민), der ursprünglich ein Sklave war, riss die Macht an sich und regierte mit Grausamkeit über etwas mehr als eine Dekade, bis er von dem General Choe Chung-heon (최충헌) (최충헌) beseitigt wurde. Choe Chung-heon schaffte wieder Ruhe und Ordnung im Reich, setzte König Myeongjong ab und ersetzte ihn durch seinen jüngeren Bruder König Sinjong (신종).
Der Königshof blieb über mehrere Jahrzehnte bis zur Mongoleninvasion unter der Herrschaft des Militärs, kam anschließend unter den Einfluss des Mongolenreiches und erlangte erst unter König Gongmin (공민), dem 33. Monarch der Goryeo-Dynastie, seine Souveränität zurück.
König Myeongjong, der in den Augen der Militärs nur eine Marionette war, verstarb im Jahr 1202. Seine Grabstätte ist nicht bekannt.